# Ptolemais Theron
Ptolemais Theron (en griego antiguo: Πτολεμαῒς Θηρῶν: y Πτολεμαῒς ἡ τῶν θηρῶν) (traducido, "Ptolemais de la Caza") fue un emporio comercial en el lado africano del Mar Rojo, de ubicación actualmente incierta.

## Historia
Según Estrabón (16.4.7), Ptolemais fue fundado como base para la captura de elefantes por un Eumedes (en griego antiguo: Εὐμήδης), enviado por Tolomeo II Filadelfo, rey del Egipto tolemaico. Eumedes, "en secreto cerró una península con una zanja y un muro y entonces, por diplomáticos tratamientos a quienes intentaban obstaculizar sus trabajos, de hecho les ganó como amigos en vez de enemigos." (Estrabón 16.4.7). Ptolemais fue sólo una de una serie de estaciones para la caza de elefantes a lo largo de la costa de Mar Rojo de África. Adulis probablemente fuera otra. Plinio el Viejo (2.75.1) y Diodoro Sículo (3.41.1) también mencionar la caza de los elefantes.
Los ptolomeos habían visto el valor de los elefantes de guerra en las fuerzas militares de sus rivales seleúcidas. Imposibilitados para adquirir elefantes indios por controlar los seleúcidas el acceso a la India, los ptolomeos buscaron capturarlos en África. A pesar de que estos animales fueron de valor en la batalla de Rafia, eran de difícil doma y la especie africana se veía intimidada por la especie asiática. Ante tales problemas, los egipcios finalmente terminaron abandonando el uso de estos animales en guerra.
A diferencia de la mayoría de las estaciones de caza, Ptolemais tenía bastante tierra fértil alrededor para sostener se como ciudad. Sin embargo, para tiempos del Periplo del mar Eritreo (mediados del siglo I), había declinado en importancia. Las notas de autor indican que "carecía de puerto y sólo es accesible para barcas pequeñas" (ch. 3).
Los autores clásicos son imprecisos sobre la ubicación de Ptolemais, por lo que sus restos no han sido identificados. El Periplus lo describe a 3000 estadios al sur de Moskhophagoi y 4000 estadios al norte de Adulis, dentro de las regiones gobernadas por Zoskales, el rey de Aksum. Plinio el Viejo (N.H. 6.168) nota que Ptolemais estaba cercana al lago Monoleus. G.W.B. Huntingford nota que Ptolemais ha sido identificado tanto con Arqiqo como con Suakin, a 150 millas de distancia. Suakin era el final de una antigua ruta de caravana que enlaza Barbaria con el Nilo. Aun así, Stanley M. Burstein argumenta que Ptolemais debe ser identificada con Trinkitat, donde "se han hallado fragmentos arquitectónicos clásicos".
Según Plinio, Ptolemais Theron era un sitio donde las sombras desaparecían al mediodía solar (significando que el sol estaba en su zenit) 45 días después del solsticio de verano. Plinio reclama que esto dio a Eratóstenes la idea sobre cómo para calcular la circunferencia de la Tierra (N.H. 2.183, 6.168).

## Cultura popular
- En el juego de estrategia de The Creative Assembly Total War: Roma II, Ptolemais Theron es una población controlado por los blemios en la 'gran campaña'.[9]